# Sedlatice
Sedlatice (en allemand : Sedlatitz) est une commune du district de Jihlava, dans la région de Vysočina, en République tchèque. Sa population s'élevait à 57 habitants en 2024.

## Géographie
Sedlatice se trouve à 12 km à l'est de Telč, à 24 km au sud de Jihlava et à 130 km au sud-est de Prague.
La commune est limitée par Hladov et Opatov au nord, par Předín à l'est, par Markvartice au sud, et par Stará Říše à l'ouest.

## Histoire
La première mention écrite de la localité date de 1257.